# Escalloniaceae
Escalloniaceae R.Br. ex Dumort., 1829 è una famiglia di piante angiosperme, unica famiglia dell'ordine Escalloniales.

## Etimologia
Il nome della famiglia deriva dal genere tipo Escallonia, cosi denominato in omaggio al medico e botanico spagnolo José Antonio Escallón y Flórez  (1739-1819).

## Descrizione
La famiglia comprende specie arboree o arbustive con foglie alterne o opposte, con lamina intera e margine da crenato a dentato.
Sono specie dioiche con fiori riuniti in infiorescenze cimose o racemose.
I frutti possono essere sia delle capsule che delle bacche carnose.

## Distribuzione e habitat
La famiglia è diffusa nelle zone temperate e tropicali del Sud America e dell'Australasia; una specie (Forgesia racemosa) è endemica di La Réunion.

## Tassonomia
La famiglia comprende i seguenti generi:
- Anopterus Labill. (2 specie)
- Eremosyne Endl. (1 sp.)
- Escallonia Mutis ex L.f. (41 spp.)
- Forgesia Comm. ex Juss. (1 sp.)
- Polyosma Blume (91 spp.)
- Rayenia Menegoz & A.E.Villarroel (1 sp.)
- Tribeles Phil. (1 sp.)
- Valdivia J.Rémy (1 sp.)

### Alcune specie

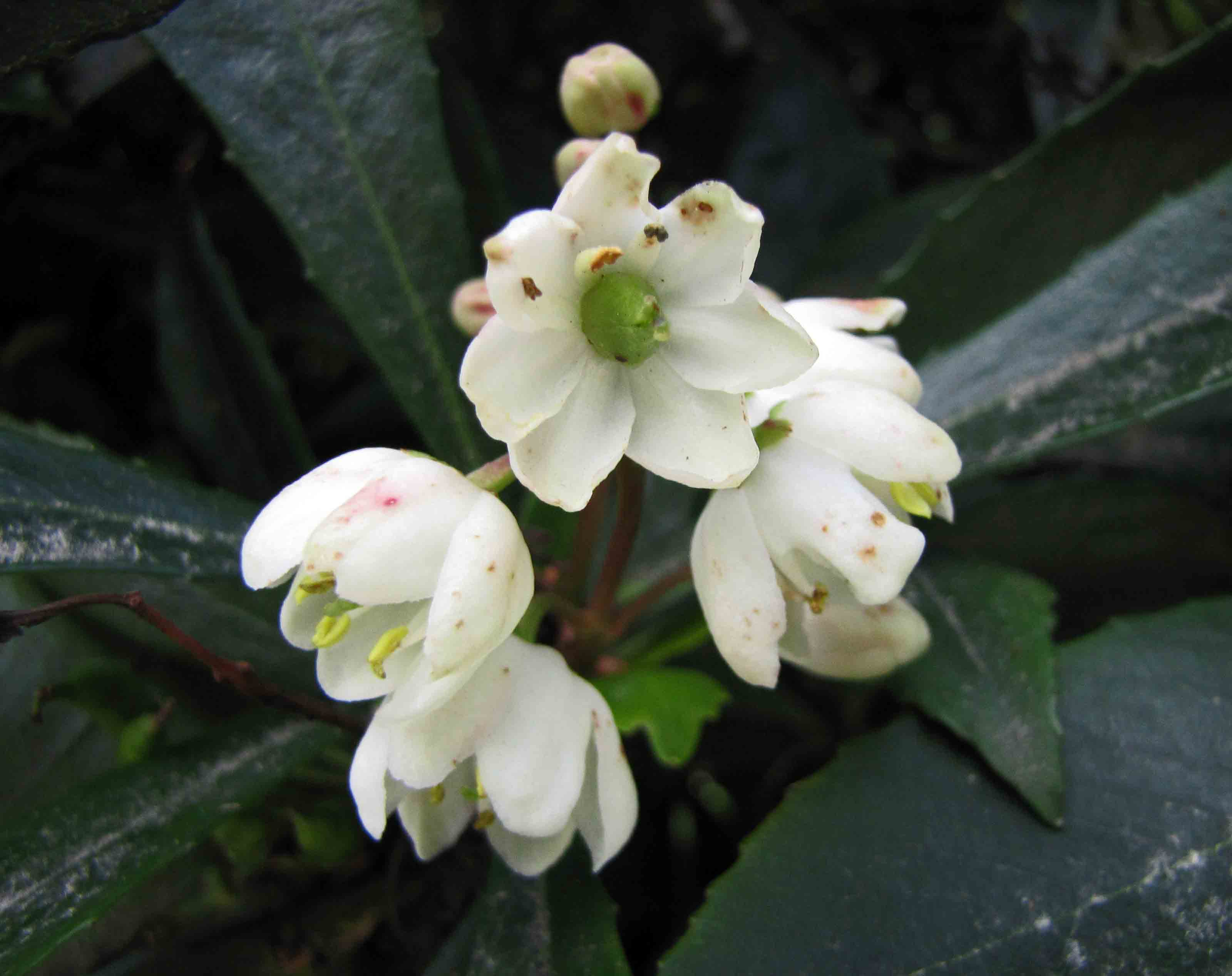
Anopterus glandulosus
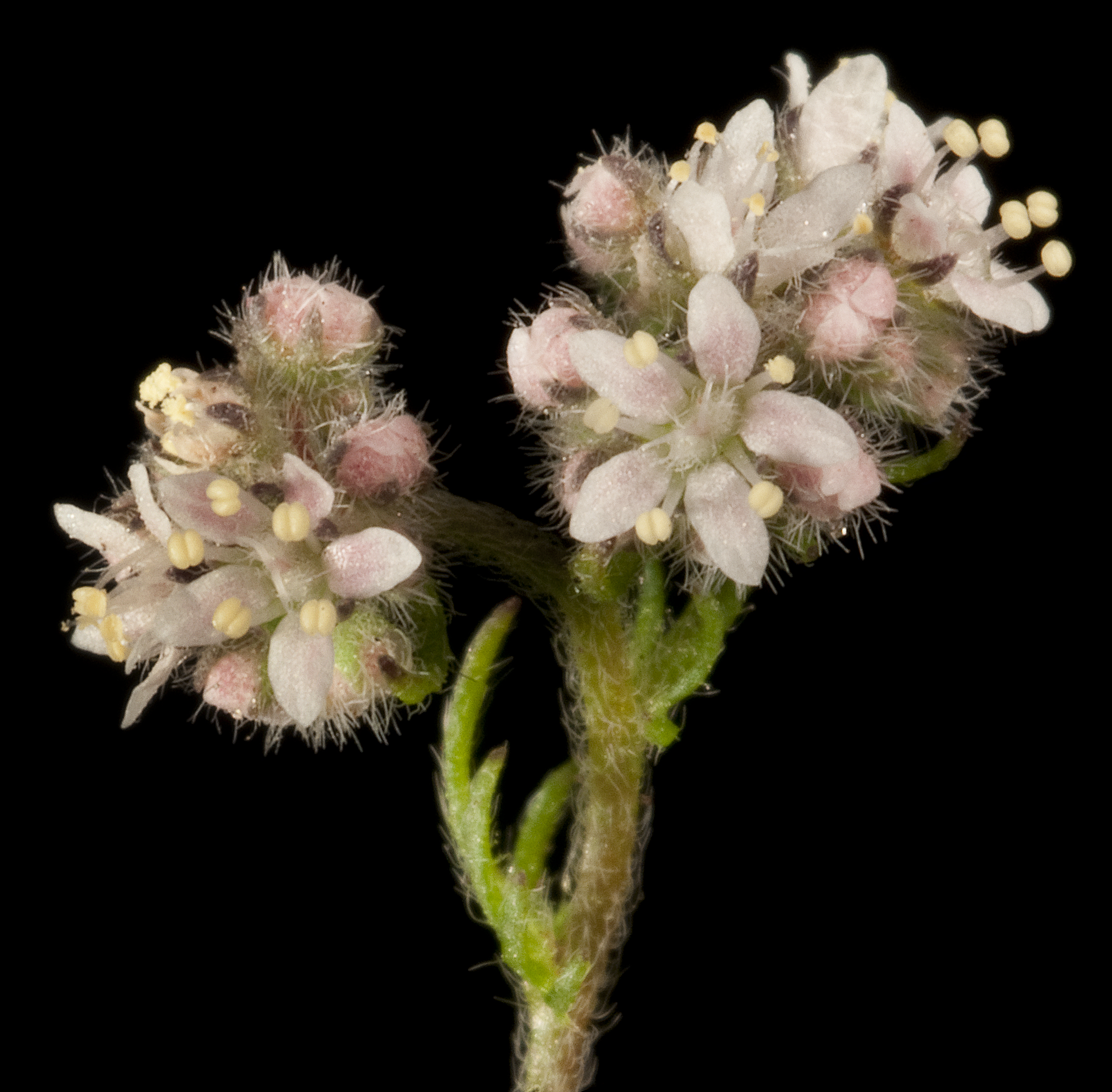
Eremosyne pectinata
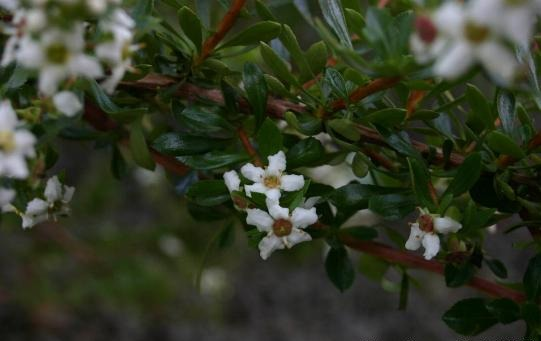
Escallonia virgata
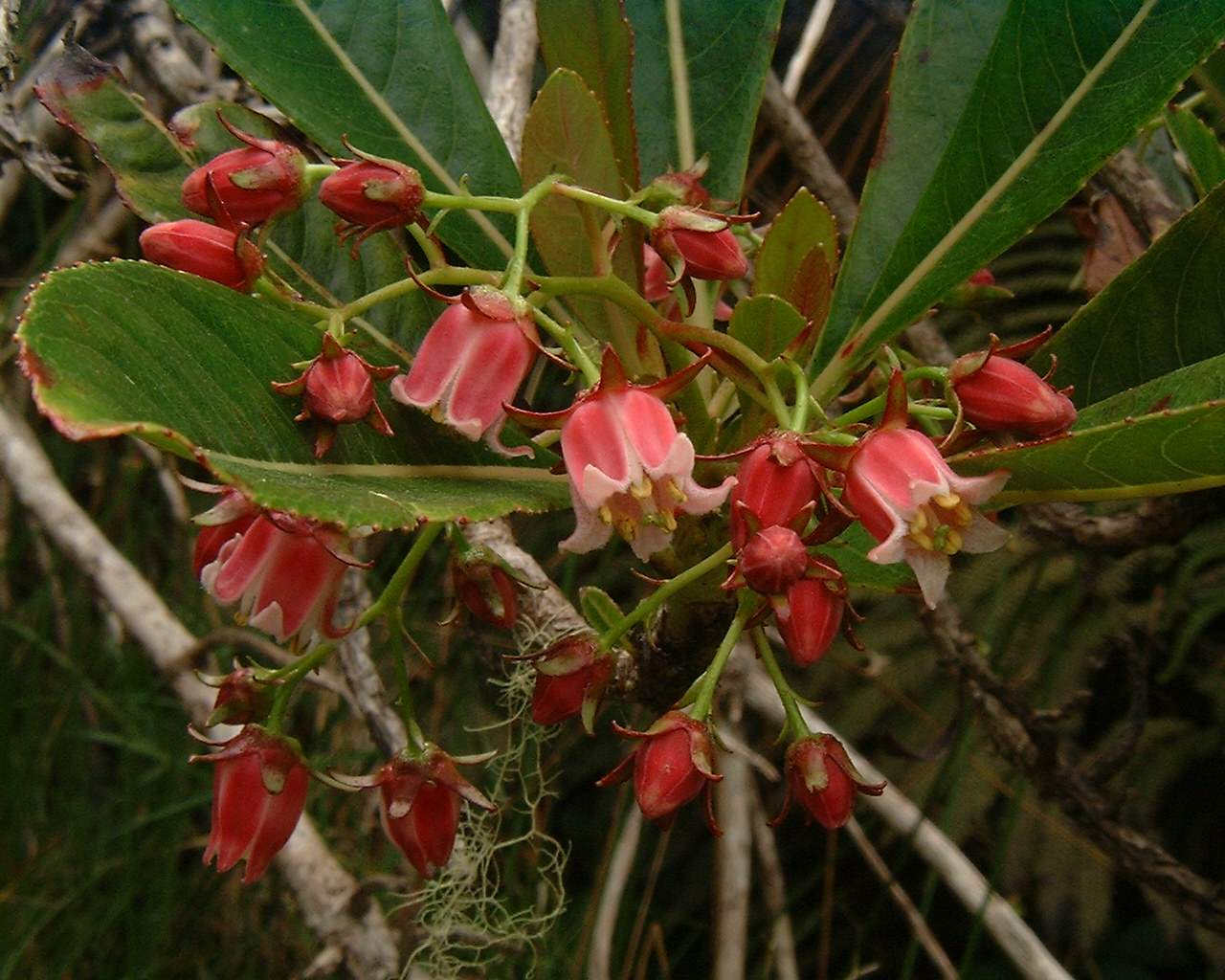
Forgesia racemosa
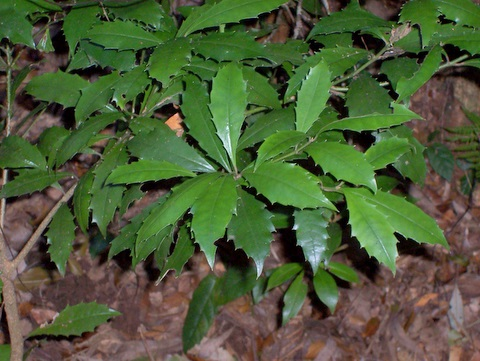
Polyosma cunninghamii